# ميلاني سكروفانو
ميلاني سكروفانو هي ممثلة كندية ولدت في مدينة أوتاوا.

## روابط خارجية
- ميلاني سكروفانو على موقع IMDb (الإنجليزية)
- ميلاني سكروفانو على موقع ميتاكريتيك (الإنجليزية)
- ميلاني سكروفانو على موقع روتن توميتوز (الإنجليزية)
- ميلاني سكروفانو على موقع قاعدة بيانات الأفلام العربية
- ميلاني سكروفانو على موقع ألو سيني (الفرنسية)
- ميلاني سكروفانو على موقع ميوزك برينز (الإنجليزية)
- ميلاني سكروفانو على موقع تيرنر كلاسيك موفيز (الإنجليزية)
- ميلاني سكروفانو على موقع أول موفي (الإنجليزية)
- ميلاني سكروفانو على موقع قاعدة بيانات الأفلام السويدية (السويدية)
- ميلاني سكروفانو على موقع قاعدة بيانات الفيلم (الإنجليزية)